# Vranča
Vranča – potok w górach Jawornikach, we wschodnich Czechach, lewobrzeżny dopływ Górnej Beczwy. Długość ok. 5,8 km. Cały bieg w granicach miejscowości Nový Hrozenkov w kraju zlińskim.
Źródła na północnych stokach głównego grzbietu Jaworników, poniżej przełęczy Pod Kohútkou, na wysokości ok. 800 m n.p.m.). Spływa początkowo w kierunku północnym, po czym, po przyjęciu w rejonie końcowej pętli autobusowej prawobrzeżnego dopływu spod Stolečnego vrchu (962 m n.p.m.), skręca na północny zachód. Niżej przyjmuje jeszcze kilka dopływów, w tym lewostronny z doliny Malá Vranča (spod Javorníka pod Černíkovem, 868 m n.p.m.), po czym w Novým Hrozenkovie, na wysokości ok. 445 m n.p.m., uchodzi do Górnej Beczwy.
W źródłowej części doliny Vrančy znajduje się niewielki ośrodek narciarski (cz. Skicentrum Kohútka). Sam potok jest tu przegrodzony zaporą, tworzącą niewielki zbiornik wodny Kohútka, zapewniający wodę dla sztucznego naśnieżania stoków.
Doliną Vrančy biegnie droga z Nowego Hrozenkova do przejścia granicznego czesko-słowackiego na przełęczy Pod Kohútkou i dalej doliną rzeki Biela voda w kierunku Púchova.